# Dandelion Children so pičke
Dandelion Children so pičke je peti studijski album skupine Dandelion Children. Izdan je bil leta 2012 v samozaložbi. Je prvi album skupine, ki vključuje klaviature.
Pesem "Ne Maki ga", ki je bila že na albumu Dandeloid iz leta 2010, je bila na novo posneta. Govori o bivšem kitaristu in frontmanu skupine The Drinkers Matjažu Živkoviču - Makiju. O njem je skupina pri zahvalah na ovitku albuma napisala: "[...] thank you Maki for being inspirationally lame." ("[...] hvala, Maki, ker si tako navdihujoče beden.").

## Seznam pesmi
Vse pesmi je napisala skupina Dandelion Children.
| Št.             | Naslov                   | Dolžina |
| --------------- | ------------------------ | ------- |
| 1.              | „Let Go, Forget‟         | 3:50    |
| 2.              | „That Color‟             | 2:09    |
| 3.              | „Little Craig James‟     | 4:40    |
| 4.              | „Reaction in a Dream‟    | 1:54    |
| 5.              | „1:31‟                   | 4:03    |
| 6.              | „Burned in My Soul‟      | 2:20    |
| 7.              | „Barely Curious‟         | 2:45    |
| 8.              | „Poisoned‟               | 3:36    |
| 9.              | „A Little Prayer Maybe?‟ | 2:49    |
| 10.             | „Ne Maki ga‟             | 3:21    |
| 11.             | „Make Believe‟           | 3:30    |
| 12.             | Brez naslova             | 2:09    |
| Skupna dolžina: | Skupna dolžina:          | 46:40   |

## Osebje
Dandelion Children
- Jure Kremenšek – vokal, bas kitara, kitara, klaviature
- Katja Kremenšek – bobni
- Anže Črnak – kitara, bas kitara, spremljevalni vokal

Dodatni glasbeniki
- Damjan Lebeničnik – spremljevalni vokali

Tehnično osebje
- Damjan Lebeničnik – produkcija
- Anej Kočevar – mastering
- Marina Loop – oblikovanje naslovnice